# Xie Sainan
Xie Sainan (* 3. November 1986) ist eine ehemalige chinesische Leichtathletin, die sich auf den Mittelstreckenlauf spezialisiert hat. Ihre größten Erfolge feierte sie mit dem Gewinn der Goldmedaille über 1500 Meter bei den Hallenasienmeisterschaften 2004.

## Sportliche Laufbahn
Erste internationale Erfahrungen sammelte Xie Sainan im Jahr 2004, als sie bei den erstmals ausgetragenen Hallenasienmeisterschaften in Teheran in 4:29,43 min die Goldmedaille im 1500-Meter-Lauf gewann. Im Jahr darauf siegte sie in 4:20,54 min bei den Ostasienspielen in Macau und 2009 beendete sie ihre aktive sportliche Karriere im Alter von 23 Jahren.

## Persönliche Bestzeiten
- 800 Meter: 2:02,46 min, 26. Oktober 2003 in Changsha
  - 800 Meter (Halle): 2:06,02 min, 20. Februar 2005 in Shanghai
- 1500 Meter: 4:10,29 min, 26. September 2004 in Hefei
  - 1500 Meter (Halle): 4:12,70 min, 19. Februar 2005 in Shanghai (asiatischer U20-Rekord)